# Lovas (Ungheria)
Lovas è un comune dell'Ungheria di 365 abitanti (dati 2001). È situato nella contea di Veszprém.